# Tipical
Tipical är en ort i Mexiko.   Den ligger i kommunen Maní och delstaten Yucatán, i den östra delen av landet, 1 000 km öster om huvudstaden Mexico City. Tipical ligger 23 meter över havet och antalet invånare är 951.
Terrängen runt Tipical är mycket platt. Runt Tipical är det ganska glesbefolkat, med 35 invånare per kvadratkilometer. Närmaste större samhälle är Oxkutzkab, 13,6 km sydväst om Tipical. I omgivningarna runt Tipical växer i huvudsak lövfällande lövskog.